# Emails de Podesta
Em março de 2016, a conta pessoal do Gmail de John Podesta, ex-Chefe de Gabinete da Casa Branca e presidente da campanha presidencial de Hillary Clinton em 2016, foi comprometida em uma violação de dados realizada por meio de um ataque de spear-phishing. Alguns de seus e-mails, muitos dos quais relacionados ao trabalho, foram hackeados. Pesquisadores de segurança cibernética, assim como o Governo dos Estados Unidos, atribuíram a responsabilidade pela violação ao grupo russo de espionagem cibernética Fancy Bear [en], supostamente ligado a duas unidades de uma agência de inteligência militar russa.
Parte ou todos os e-mails de Podesta foram posteriormente obtidos pela WikiLeaks, que publicou mais de 20.000 páginas de e-mails, supostamente de Podesta, em outubro e novembro de 2016. Podesta e a campanha de Clinton se recusaram a autenticar os e-mails. Especialistas em segurança cibernética entrevistados pela PolitiFact [en] acreditam que a maioria dos e-mails provavelmente não foi alterada, embora afirmem ser possível que os hackers tenham inserido pelo menos alguns e-mails falsificados ou manipulados. O artigo observa que a campanha de Clinton não apresentou evidências de que e-mails específicos no último vazamento fossem fraudulentos. Uma investigação subsequente pelas agências de inteligência dos EUA também relatou que os arquivos obtidos pela WikiLeaks durante a eleição dos EUA não continham "falsificações evidentes".
Os e-mails de Podesta, uma vez divulgados pelo WikiLeaks, revelaram detalhes sobre o funcionamento interno da campanha de Clinton, sugeriram que a comentarista da CNN Donna Brazile [en] compartilhou perguntas do público com a campanha de Clinton antes de eventos em formato de assembleia, e continham trechos de discursos de Hillary Clinton para empresas de Wall Street. Defensores da teoria da conspiração Pizzagate afirmaram falsamente que os e-mails continham mensagens codificadas que apoiavam sua teoria conspiratória.

## Roubo de dados
Pesquisadores da empresa de segurança cibernética Dell SecureWorks, sediada em Atlanta, relataram que os e-mails foram obtidos por meio de um roubo de dados realizado pelo grupo de hackers Fancy Bear, ligado à inteligência russa, que também foi responsável por ciberataques [en] que visaram o Comitê Nacional Democrata (DNC) e o Comitê de Campanha Congressional Democrata [en] (DCCC), resultando na publicação de e-mails desses ataques pela WikiLeaks.
A SecureWorks concluiu que o Fancy Bear enviou a Podesta, em 19 de março de 2016, um e-mail que parecia ser um alerta de segurança do Google, mas na verdade continha um link enganoso — uma estratégia conhecida como spear-phishing. Essa tática também foi usada por hackers para invadir as contas de outras pessoas notáveis, como Colin Powell. O link — que usava o serviço de encurtamento de URL Bitly — levou Podesta a uma página de login falsa onde ele inseriu suas credenciais do Gmail. O e-mail foi inicialmente enviado ao departamento de TI, pois foi suspeito de ser falso, mas foi descrito como "legítimo" em um e-mail enviado por um funcionário do departamento, que posteriormente disse que pretendia escrever "ilegítimo".
A SecureWorks rastreou as atividades do Fancy Bear por mais de um ano antes do ciberataque e, em junho de 2016, relatou que o grupo usava links maliciosos do Bitly e páginas falsas de login do Google para enganar alvos e obter suas senhas. No entanto, os hackers deixaram algumas de suas contas Bitly públicas, permitindo que a SecureWorks rastreasse muitos de seus links para contas de e-mail visadas por ataques de spear-phishing. Desta lista de contas visadas, mais de cem eram conselheiros políticos de Clinton ou membros de sua campanha presidencial, e, até junho, vinte membros da equipe haviam clicado nos links de phishing.
Em 9 de dezembro de 2016, a CIA informou aos legisladores dos EUA que a Comunidade de Inteligência dos EUA concluiu que o governo russo estava por trás do hackeamento e forneceu à WikiLeaks uma coleção de e-mails hackeados de John Podesta.

### Envio do DCLeaks ao WikiLeaks
Em 15 de setembro de 2016, a conta do Twitter do DCLeaks enviou uma mensagem direta (DM) ao WikiLeaks sobre uma possível submissão, afirmando que não havia recebido resposta no chat seguro. A conta do WikiLeaks respondeu "Oi" sem maiores detalhes, mas não obteve resposta. No mesmo dia, a conta do Twitter do Guccifer 2.0 enviou uma DM ao DCLeaks dizendo que o WikiLeaks estava tentando contatá-los e sugerindo que combinassem uma conversa por e-mail criptografado. A análise dos metadados dos e-mails de Podesta mostra uma data de criação de 19 de setembro de 2016. O Relatório Mueller concluiu que essa pode ter sido a data em que os e-mails foram transferidos para o WikiLeaks.

## Autenticidade
Um relatório desclassificado da CIA, do Federal Bureau of Investigation (FBI) e da NSA observou que "Moscou provavelmente escolheu o WikiLeaks devido à sua autoproclamada reputação de autenticidade. As divulgações por meio do WikiLeaks não continham falsificações evidentes."
Especialistas em segurança cibernética entrevistados pela PolitiFact acreditam que, embora a maioria dos e-mails provavelmente não tenha sido alterada, é possível que os hackers tenham inserido algum material manipulado ou fabricado na coleção.
Jeffrey Carr, CEO da empresa de segurança cibernética Taia Global, afirmou: "Examinei muitos vazamentos de documentos fornecidos por grupos de hackers ao longo dos anos, e em quase todos os casos é possível encontrar alguns documentos alterados ou completamente falsificados. Mas apenas alguns. A grande maioria era genuína. Acredito que esse seja o caso com os e-mails de Podesta também."
Jamie Winterton, da Iniciativa de Segurança Global da Universidade do Estado do Arizona, afirmou: "Eu ficaria chocada se os e-mails não fossem alterados", destacando a prática russa de longa data de promover desinformação.
O especialista em segurança cibernética Robert Graham descreveu o conteúdo de alguns dos e-mails como autêntico ao usar o DomainKeys Identified Mail [en] (DKIM) contido nas assinaturas desses e-mails. No entanto, nem todos os e-mails possuem essas chaves em suas assinaturas, e, portanto, não puderam ser verificados por esse método.

## Publicação
Em 7 de outubro de 2016, 30 minutos após a publicação da fita do Access Hollywood, o WikiLeaks começou a publicar milhares de e-mails da conta Gmail de Podesta. Ao longo de outubro, o WikiLeaks lançou lotes desses e-mails diariamente. Em 18 de dezembro de 2016, John Podesta declarou no programa Meet the Press que o FBI o contatou sobre os e-mails vazados em 9 de outubro de 2016, mas não voltou a contatá-lo desde então.
Em 17 de outubro de 2016, o governo do Equador cortou a conexão de internet do fundador do WikiLeaks, Julian Assange, na embaixada equatoriana em Londres. O governo equatoriano afirmou que cortou temporariamente a conexão de Assange devido à divulgação de documentos pelo WikiLeaks que "impactavam a campanha eleitoral dos EUA", embora tenha esclarecido que isso não tinha como objetivo impedir o funcionamento do WikiLeaks. O WikiLeaks continuou lançando lotes dos e-mails de Podesta durante esse período.

## Conteúdo
Alguns dos e-mails fornecem informações sobre o funcionamento interno da campanha de Clinton. Por exemplo, os e-mails mostram uma discussão entre o gerente de campanha Robby Mook [en] e assessores principais sobre possíveis temas e slogans de campanha. Outros e-mails revelaram informações sobre os conflitos internos da Fundação Clinton. A BBC publicou um artigo detalhando 18 "revelações" a partir de sua revisão inicial dos e-mails vazados, incluindo trechos dos discursos de Clinton e pagamentos politicamente motivados à Fundação Clinton.
Um dos e-mails divulgados em 12 de outubro de 2016 incluía a senha da conta iCloud de Podesta. Sua conta iCloud foi hackeada, e sua conta no Twitter foi temporariamente comprometida. Alguns eram e-mails trocados entre Barack Obama e Podesta em 2008.

### Discursos de Clinton em Wall Street
O WikiLeaks publicou transcrições de três discursos de Clinton para o Goldman Sachs e um documento interno da campanha de 80 páginas catalogando trechos potencialmente problemáticos de mais de 50 discursos pagos. Durante a campanha primária democrata, Bernie Sanders criticou Hillary Clinton por se recusar a divulgar as transcrições de discursos feitos para empresas financeiras, retratando-a como muito próxima de Wall Street. Donald Trump pediu publicamente as transcrições pela primeira vez durante um comício em 3 de outubro de 2016, quatro dias antes de sua publicação pelo WikiLeaks: "Gostaria de ver o que os discursos diziam. Ela não quer divulgá-los. Divulgue os papéis, Hillary, divulgue esses papéis."
No debate presidencial de outubro de 2016, Clinton expressou apoio a uma zona de exclusão aérea na Síria. Em um discurso de 2013, ela havia discutido as dificuldades envolvidas. Em particular, ela observou que, para estabelecer uma zona de exclusão aérea, as defesas aéreas da Síria precisariam ser destruídas. Como o governo Assad havia posicionado essas baterias antiaéreas em áreas civis populosas, sua destruição causaria muitas mortes civis colaterais. A equipe de Clinton também sinalizou comentários sobre a regulamentação de Wall Street, bem como sua relação com a indústria, como potencialmente problemáticos.
Os trechos foram mencionados nos dois debates presidenciais [en] subsequentes entre Clinton e Trump. Em um dos debates, a moderadora Martha Raddatz [en] citou um trecho dizendo que os políticos "precisam de uma posição pública e uma privada" e perguntou a Clinton se era aceitável que políticos fossem "duas caras". Clinton respondeu: "Pelo que me lembro, isso foi algo que eu disse sobre Abraham Lincoln após assistir ao maravilhoso filme de Steven Spielberg chamado Lincoln. Foi uma aula magistral observar o presidente Lincoln convencer o Congresso a aprovar a 13ª emenda, foi uma abordagem principista e estratégica. Eu estava apontando que às vezes é difícil fazer o Congresso fazer o que você quer." No terceiro debate presidencial, o moderador Chris Wallace citou um trecho de um discurso onde Clinton diz: "Meu sonho é um mercado comum hemisférico com comércio aberto e fronteiras abertas", e perguntou se ela apoiava fronteiras abertas. Clinton respondeu: "Se você lesse o restante da frase, eu estava falando sobre energia. Comercializamos mais energia com nossos vizinhos do que com o resto do mundo combinado. E eu quero que tenhamos uma rede elétrica, um sistema de energia que cruze fronteiras."

### Discussões sobre atividades religiosas católicas
Em 2012, Sandy Newman escreveu para Podesta: "Não pensei de forma alguma sobre como se poderia 'plantar as sementes da revolução', ou quem as plantaria." Podesta concordou que isso era necessário, como sugerido por Newman, e respondeu observando que haviam criado grupos como Católicos em Aliança pelo Bem Comum e Católicos Unidos para promover uma abordagem mais progressista da fé, e que a mudança "terá que vir de baixo para cima".
Raymond Arroyo respondeu: "Parece que você está criando organizações para mudar as crenças centrais da Igreja", disse ele. "Para alguém chegar e dizer: 'Tenho uma organização política para mudar sua Igreja e completar minha agenda política ou avançar minha agenda', não sei como alguém poderia aceitar isso." O professor Robert P. George [en] acrescentou que "esses grupos são operações políticas construídas para se disfarçarem como organizações dedicadas à fé católica".
O vazamento revelou um e-mail enviado por John Halpin, pesquisador sênior do Centro para o Progresso Americano. O e-mail discutia a decisão do magnata da mídia conservadora Rupert Murdoch de criar seus filhos na Igreja Católica. Ele escreveu: "Muitos dos elementos mais poderosos do movimento conservador são todos católicos (muitos convertidos)... É uma incrível deturpação da fé. Eles devem ser atraídos pelo pensamento sistemático e pelas relações de gênero extremamente retrógradas e devem estar totalmente alheios à democracia cristã." A diretora de comunicações de Clinton, Jennifer Palmieri [en], respondeu: "Imagino que eles pensem que é a religião politicamente conservadora mais socialmente aceitável — seus amigos ricos não entenderiam se eles se tornassem evangélicos." Apoiadores e membros da campanha de Donald Trump chamaram a troca de e-mails de evidência de sentimento anticatólico no Partido Democrata. Halpin confirmou que escreveu o e-mail, mas contestou as alegações de que era "anticatólico" e disse que ele foi tirado de contexto e que o enviou a colegas católicos "para fazer um comentário passageiro sobre a hipocrisia percebida e a exibição da fé por líderes conservadores proeminentes".

### Perguntas dos debates das primárias do Partido Democrata compartilhadas com a campanha de Clinton por Donna Brazile
A publicação do WikiLeaks incluiu e-mails mostrando que a colaboradora da CNN, Donna Brazile, compartilhou perguntas com a campanha de Clinton antes dos debates durante as primárias do DNC.
Em 11 de outubro de 2016, o WikiLeaks divulgou o texto de um e-mail enviado por Donna Brazile em 12 de março de 2016 para a diretora de comunicações de Clinton, Jennifer Palmieri, com o assunto "De vez em quando, recebo perguntas com antecedência". O e-mail incluía uma pergunta sobre a pena de morte. No dia seguinte, Clinton recebeu uma pergunta semelhante do apresentador do Townhall, Roland Martin. Brazile inicialmente negou ter coordenado com a campanha de Clinton, e um porta-voz da CNN disse que "a CNN não compartilhou nenhuma pergunta com Donna Brazile, ou qualquer outra pessoa, antes do town hall" e que "nunca, jamais, entregamos uma pergunta de town hall a alguém com antecedência". De acordo com a CNNMoney, o moderador do debate, Roland Martin, não negou ter compartilhado perguntas com Brazile. Em outro e-mail vazado, Brazile escreveu: "Uma das perguntas direcionadas a HRC amanhã é de uma mulher com erupção cutânea. Sua família tem envenenamento por chumbo e ela perguntará o que, se houver, Hillary fará como presidente para ajudar o povo de Flint." Em um debate em Flint no dia seguinte, uma mulher cujo "filho desenvolveu uma erupção devido à água contaminada" perguntou a Clinton: "Se eleita presidente, que medidas você tomará para reconquistar minha confiança no governo?" Em um terceiro e-mail, Brazile acrescentou: "Vou enviar mais algumas."
A CNN encerrou sua relação com Brazile em 14 de outubro de 2016. Brazile disse posteriormente que a CNN não lhe deu "a capacidade de me defender" após a divulgação dos e-mails e se referiu ao WikiLeaks como "WikiLies". Brazile negou repetidamente que havia recebido a pergunta sobre a pena de morte com antecedência e afirmou que os documentos divulgados pelo WikiLeaks foram "alterados". Em um ensaio para a Time publicado em 17 de março de 2017, Brazile escreveu que os e-mails revelaram que "entre as muitas coisas que fiz no meu papel como operadora democrata e vice-presidente do DNC [...] estava compartilhar possíveis tópicos de town hall com a campanha de Clinton." Ela escreveu: "Meu trabalho era fazer todos os nossos candidatos democratas parecerem bem, e trabalhei de perto com ambas as campanhas para que isso acontecesse. Mas enviar aqueles e-mails foi um erro do qual sempre me arrependerei." Brazile renunciou à CNN em outubro de 2016 devido às revelações.

### Arábia Saudita e Catar
Um e-mail vazado de agosto de 2014, endereçado a Podesta, identifica a Arábia Saudita e o Catar como fornecedores de apoio "clandestino", "financeiro e logístico" ao ISIS e outros "grupos sunitas radicais". O e-mail delineia um plano de ação contra o ISIS, instando que se pressione a Arábia Saudita e o Catar para encerrarem seu suposto apoio ao grupo. Não está claro se o e-mail foi originalmente escrito por Hillary Clinton, seu assessor Sidney Blumenthal ou outra pessoa.

## Reações
O interesse do público americano no WikiLeaks em outubro coincidiu aproximadamente com uma disputa presidencial mais acirrada entre Trump e Clinton. De acordo com uma análise de pesquisas de opinião por Harry Enten, do FiveThirtyEight [en], a divulgação dos e-mails coincidiu aproximadamente com a queda de Clinton nas pesquisas, embora não parecesse ter afetado as percepções públicas sobre sua confiabilidade. Enten concluiu que as atividades do WikiLeaks estavam "entre os fatores que podem ter contribuído para a derrota [de Clinton]".
A socióloga Zeynep Tufekci [en] criticou a forma como o WikiLeaks lidou com a divulgação desses e-mails, escrevendo: "Pegar a conta de e-mail de um gerente de campanha e liberá-la sem nenhuma curadoria no último mês de uma eleição deve ser tratado como o que é: sabotagem política, não denúncia." Em um artigo de opinião para o The Intercept, James Risen [en] criticou a mídia por sua cobertura dos e-mails, argumentando que o hackeamento dos e-mails era uma história mais significativa do que o conteúdo dos próprios e-mails. Thomas Frank, escrevendo em uma coluna editorial para o The Guardian, argumentou que os e-mails proporcionaram uma "visão sem precedentes do funcionamento da elite e de como ela cuida de si mesma".
Glen Caplin, porta-voz da campanha de Clinton, disse: "Ao divulgar esses e-mails diariamente, o WikiLeaks está provando que não é nada além de um braço de propaganda do Kremlin com uma agenda política, fazendo o trabalho sujo de [Vladimir] Putin para ajudar a eleger Donald Trump." Quando questionado sobre a divulgação dos e-mails, o presidente Vladimir Putin respondeu que a Rússia estava sendo falsamente acusada. Ele disse: "A histeria é causada apenas pelo fato de que alguém precisa desviar a atenção do povo americano da essência do que foi exposto pelos hackers."